# Христо Попстефов
Христо Попстефов Николов (изписване до 1945 година: Христо попъ Стефовъ Николовъ) е български просветен деец и революционер, деец на Вътрешната македоно-одринска революционна организация.

## Биография
Христо Попстефов е роден в село Загоричани, Костурско (днес Василиада) в семейството на българския свещеник Стефан Николов, убит в Загоричанското клане в 1905 година. Брат е на духовника и революционер Неделко Попстефов. Христо Попстефов е дългогодишен български учител в родното си село. Същевременно се занимава с революциона дейност и е член на революционния комитет в Загоричани. Участва в околийската конференция на ВМОРО, състояла се в село Черешница на 24 март 1905 година. След нападението над селото от андартите и Загоричанското клане Попстефов заедно с другия български учител в селото Илия Вулев бяга в Свободна България, като цялото му семейство остава в Загоричани.